# Tempestade tropical Laura (2008)
A tempestade tropical Laura foi o décimo segundo ciclone tropical dotado de nome da temporada de furacões no Atlântico de 2008. Laura formou-se a partir de uma grande área de baixa pressão extratropical que estava localizada a mais de 1.500 km a oeste dos Açores em 29 de setembro. O sistema começou a mostrar características tropicais durante aqueçe dia assim que seguia para oeste sobre águas mais quentes. Na tarde de 30 de setembro, Laura já tinha adquirido características tropicais suficientes para ser declarado como uma tempestade tropical. Logo após ter se tornado um ciclone tropical, Laura começou a seguir para norte e começou a sofrer transição extratropical, que ficou completada em 1 de outubro, momento no qual o Centro Nacional de Furacões desclassificou o sistema para um ciclone pós-tropical e emitiu seu aviso final.

## História meteorológica

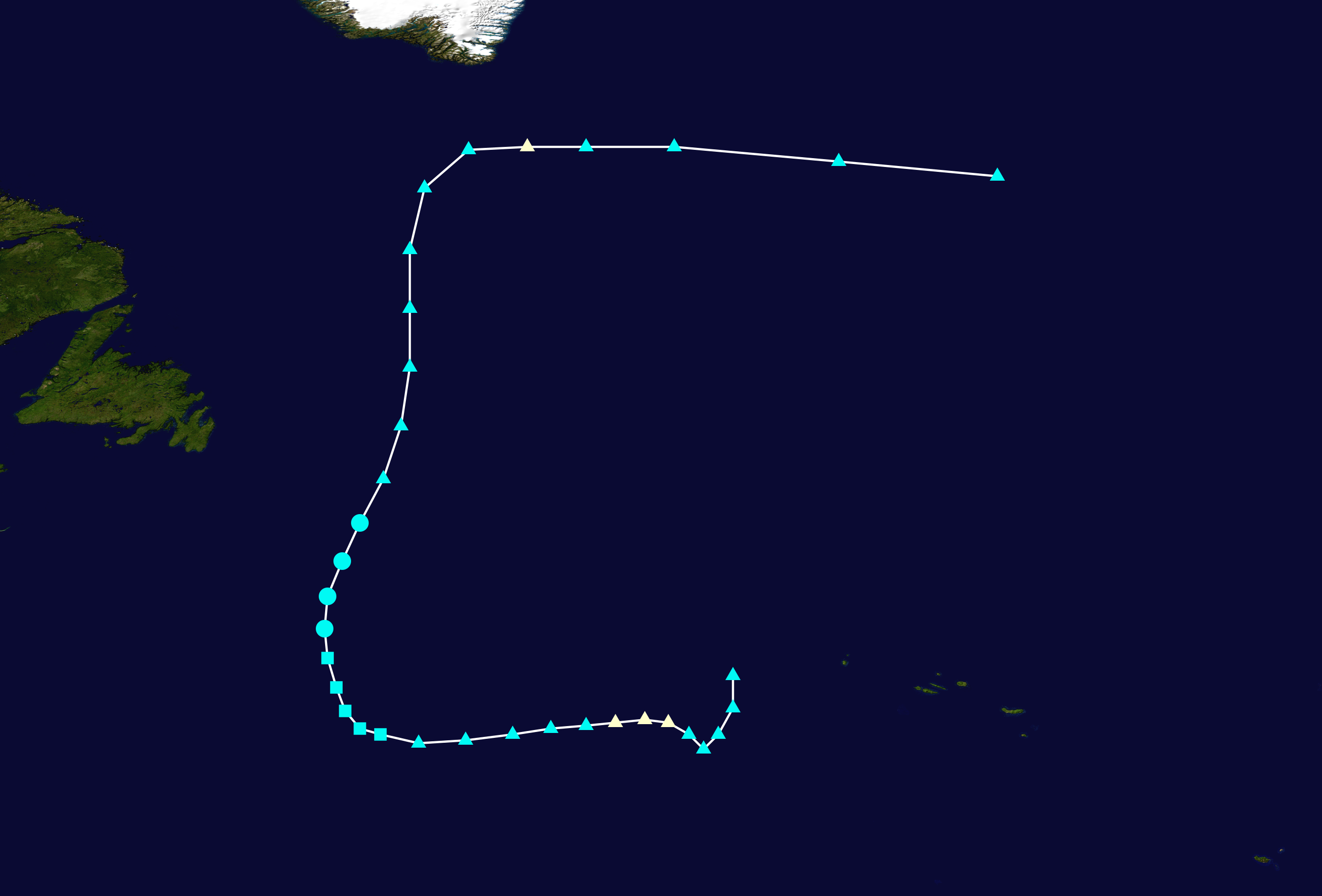
O caminho de Laura

No final do mês de setembro de 2008, uma grande área de baixa pressão não-tropical localizada a cerca de 1.500 km a oeste dos Açores começou a mostrar características tropicais. O sistema estava dotado de ventos máximos sustentados equivalentes a de um furacão de categoria 1 na escala de furacões de Saffir-Simpson, mas não demonstrava as características típicas de um ciclone extratropical. Nos dias seguintes, o sistema se enfraqueceu gradualmente, mas as suas características tropicais começaram a ficar mais proeminentes assim que seguia sobre águas ligeiramente mais quentes. Em 29 de setembro, o sistema desenvolveu áreas de convecção suficientes para ser declarado como a tempestade subtropical Laura. Logo após, as áreas de convecção associadas ao sistema começaram a se desenvolver e ficar mais profundas, e começaram a circular de modo mais próximo ao centro ciclônico de baixos níveis de Laura. O desenvolvimento das áreas de convecção associadas foi confirmada por imagens de satélite. Com isso, foi prevista a ligeira intensificação do sistema. No entanto, imagens de satélite posteriores revelaram que a tempestade não estava se intensificando, continuando a apresentar ventos máximos sustentados de 95 km/h. A estrutura interna de Laura ainda continuava subtropical, mas havia indicações que o sistema estava adquirindo mais características tropicais.
Durante aquela tarde, outras imagens de satélite revelaram que o centro ciclônico de Laura estava mais quente que a sua periferia, mas o seu raio de ventos máximos continuava com características subtropicais. Durante a noite de 29 de setembro, o raio de ventos máximos de Laura se contraiu para 130 km, muito menor do que o raio de ventos máximos de um típico ciclone subtropical. No entanto, Laura ainda estava sob a influência de uma área de baixa pressão de altos níveis, o que deixas as áreas de convecção relativamente dispersas ao longo da circulação ciclônica. Mesmo com o aprofundamento adicional das áreas de convecção associadas à tempestade, a forte interação de Laura com a área de baixa pressão de altos níveis ainda mantinha a tempestade como um sistema subtropical. A partir de então, Laura começou a seguir sobre águas mais frias. Mesmo assim, o sistema se separou da área de baixa pressão de altos níveis, permitindo que as áreas de convecção e os ventos mais fortes associados ficassem mais perto do centro ciclônico. Com isso, Laura se tornou uma tempestade tropical, mesmo estando numa latitude relativamente alta, a 41,8°N. No entanto, logo depois de Laura ter se tornado um ciclone tropical, o sistema começou a ser abatido por ar mais frio. Com isso, modelos de previsão mostravam que Laura começaria a se transformar num ciclone extratropical durante a manhã de 1 de outubro, completando o processo horas mais tarde.

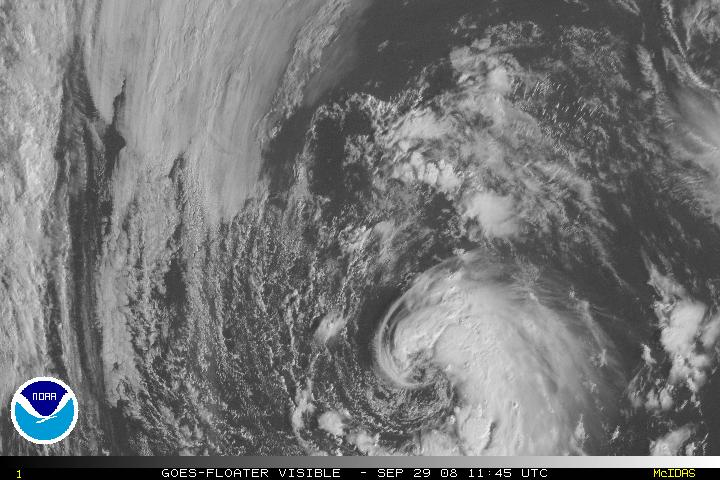
Laura em 29 de setembro

As previsões estavam se confirmando. Laura começou a perder as suas áreas de convecção associadas durante a madrugada (UTC) de 1 de outubro. Mais tarde naquele dia, o sistema começou a desenvolver uma estrutura frontal, indicando o início da transição tropical. Horas depois, Laura perdeu quase todas as suas áreas de convecção associadas. Com isso, o Centro Nacional de Furacões desclassificou o sistema para uma área de baixa pressão remanescente, antes mesmo do sistema completar a transição extratropical, designando-o como um sistema "pós-tropical". O termo "pós-tropical" normalmente é usado pelo Centro Canadense de Furacões (CHC) para se referir ao sistema que deixou de ser tropical, mas ainda não é totalmente um sistema extratropical. O sistema extratropical remanescente de Laura seguiu para leste, cruzando o Oceano Atlântico norte e afetando as ilhas Britânicas, a península Escandinava e a Europa continental dias depois.